# 논산 주곡리 장승제
논산 주곡리 장승제는 대한민국 충청남도 논산시 상월면 주곡리에서 행해지는 장승제이다. 1992년 10월 28일 논산시의 향토문화유산 제2호로 지정되었다.

## 개요
청주양씨 시조 암곡 양기선생의 9세손 첨정공 춘건이 숯골로 이사하면서 동구밖에 장승을 만들어 마을의 안녕과 풍년을 기원하고 또 마을 주민의 단합을 이루기 위하여 장승제를 올린데서 유래한다.